# Palazzo Reale (Siena)
Palazzo Reale, già Palazzo Petrucci, è un edificio storico di Siena, situato in piazza Jacopo della Quercia, di fronte alla cattedrale di Santa Maria Assunta.

## Storia e descrizione
Il palazzo fu fatto edificare nella seconda metà del Quattrocento da Jacopo Petrucci, fratello di Pandolfo. Jacopo aveva acquistato alcuni edifici di proprietà dello Spedale Santa Maria della Scala per trasformarli nella sua dimora cittadina. Il palazzo passò poi al figlio di Jacopo, il cardinale Raffaello Petrucci. Dopo la fine della Repubblica di Siena sconfitta da Firenze, nell'ultimo quarto del Cinquecento i Petrucci lo vendettero ai Medici, nuovi padroni di Siena.
Ampliato a ridosso degli avanzi del Duomo Nuovo nel Cinquecento, fu disegnato da Bernardo Buontalenti per conto dei Medici e ricostruito nel 1590-1594. Simbolo, con la Fortezza Medicea, del dominio fiorentino sulla città, fu la residenza del Governatore dello Stato Senese sotto il Granducato di Toscana. 
A Mattias de' Medici, terzo figlio maschio del granduca di Toscana Cosimo II e di sua moglie Maria Maddalena d'Austria, e Governatore di Siena dal 1629 al 1667, si deve probabilmente l'ultimo intervento significativo. Mattias commissionò all'architetto Benedetto Giovannelli Orlandi (1602-1676) una nuova profonda ristrutturazione del palazzo, in occasione della quale l'edificio divenne una vera e propria reggia. Mentre al pittore Domenico Manetti commissionò "L'abbraccio fra la Pace e la Giustizia", destinato alle sale del Palazzo Reale, conservato oggi nella Pinacoteca nazionale di Siena. Inoltre, nelle adiacenze del palazzo, in un'ala degli avanzi del Duomo Nuovo, Mattias fece costruire il "Saloncino", piccolo teatro di corte concesso nel 1690 all'Accademia dei Rozzi dal granduca Cosimo III.
Con l'Unità d'Italia palazzo Reale ospita la Prefettura e l'amministrazione provinciale senese: da allora è noto anche come "palazzo del Governo".

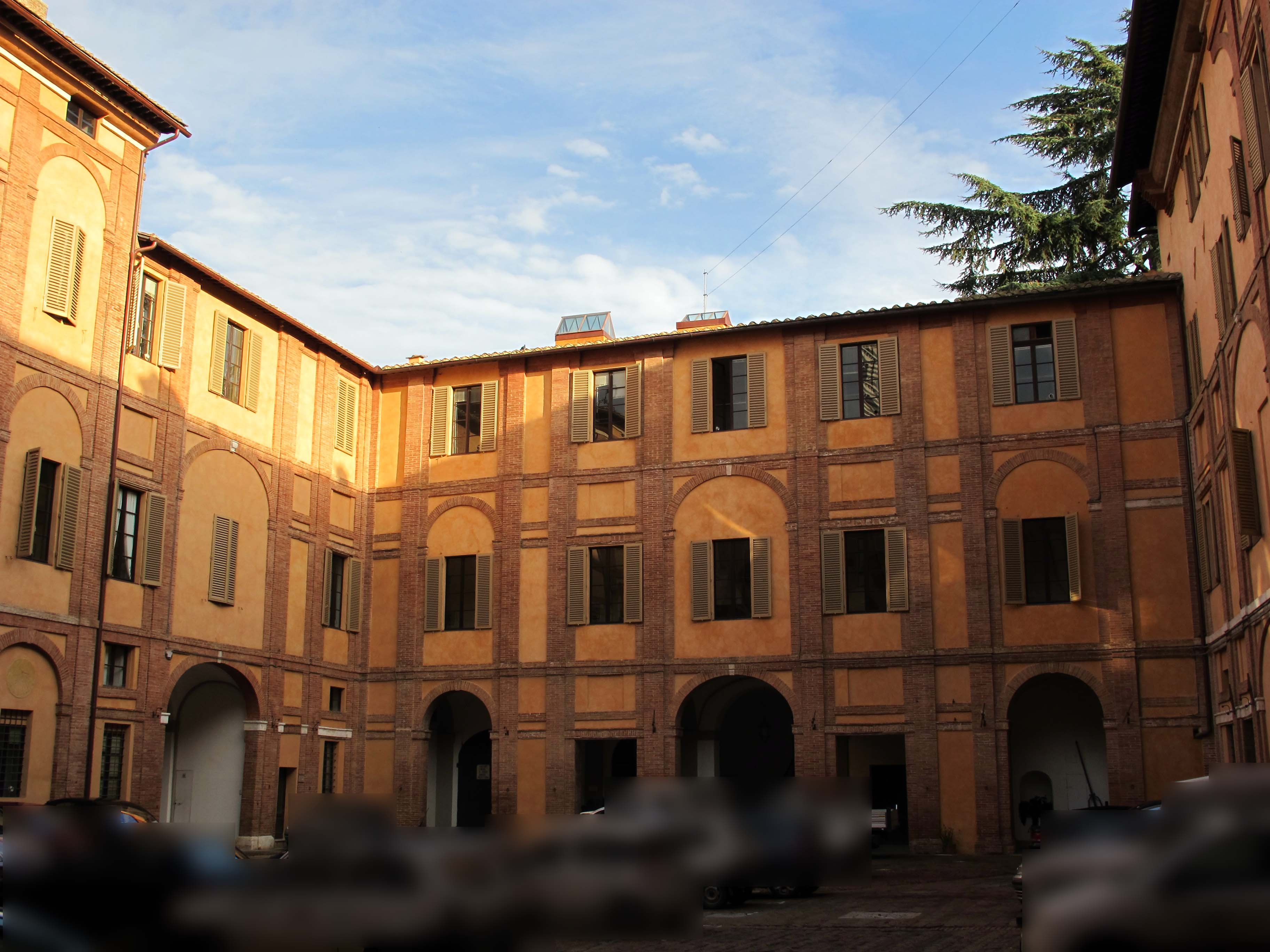
Il cortile del Buontalenti
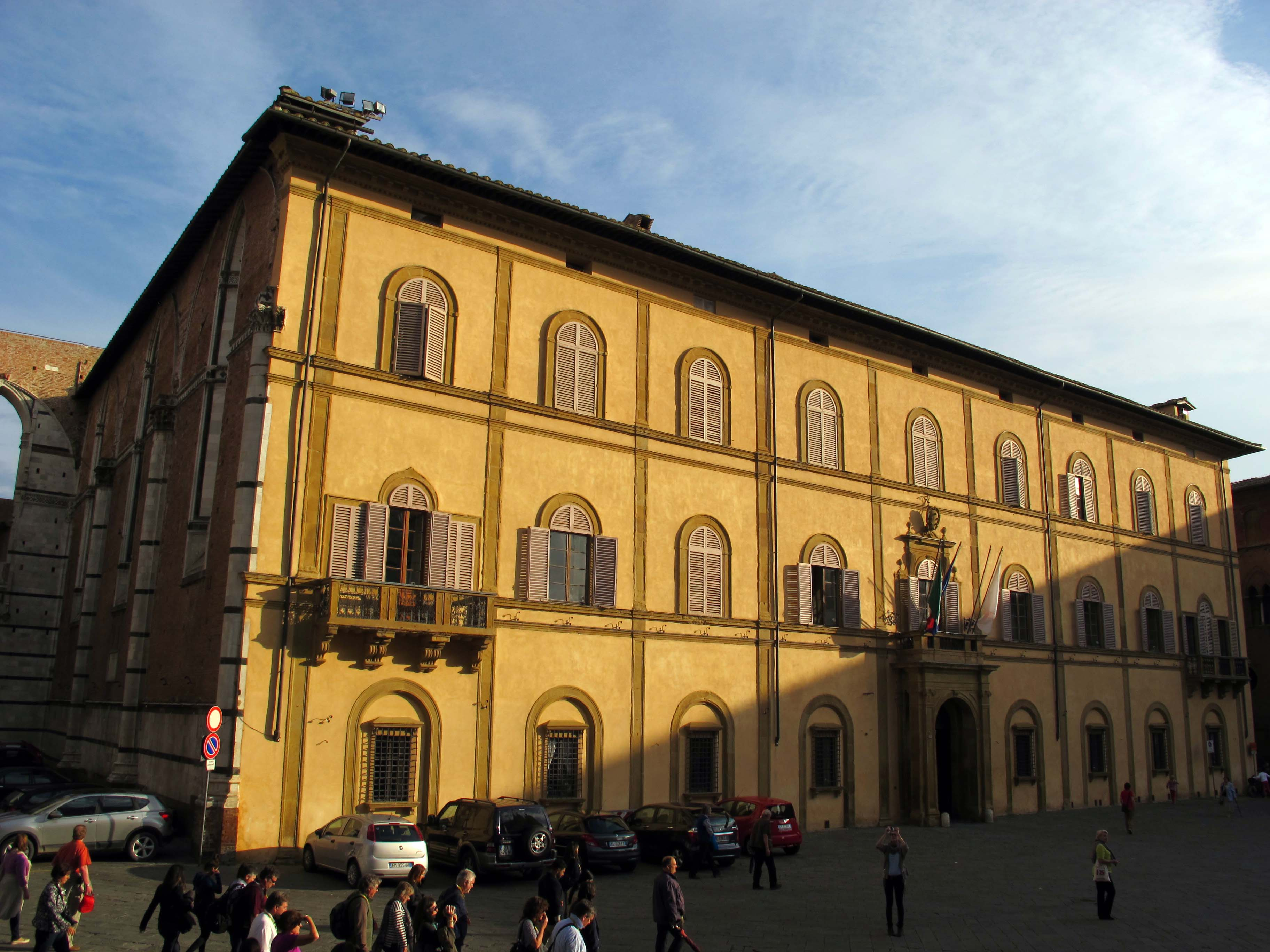
La facciata